# Courçay
Courçay é uma comuna francesa na região administrativa do Centro, no departamento Indre-et-Loire. Estende-se por uma área de 25,11 km². Em 2010 a comuna tinha 827 habitantes (densidade: 32,9 hab./km²).